# Baurs Park

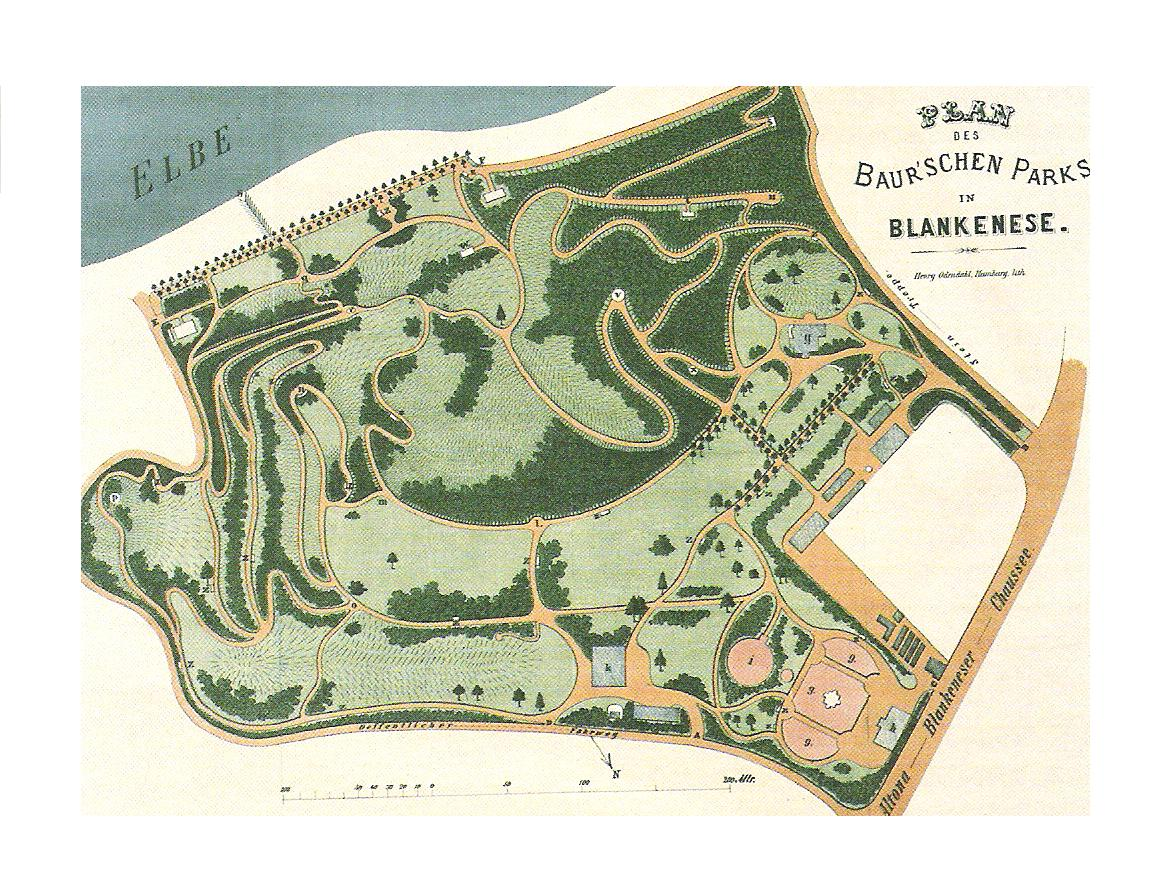
Plan des Parks um 1880

Baurs Park ist ein öffentlicher Park im Hamburger Stadtteil Blankenese im Bezirk Altona.

## Beschreibung

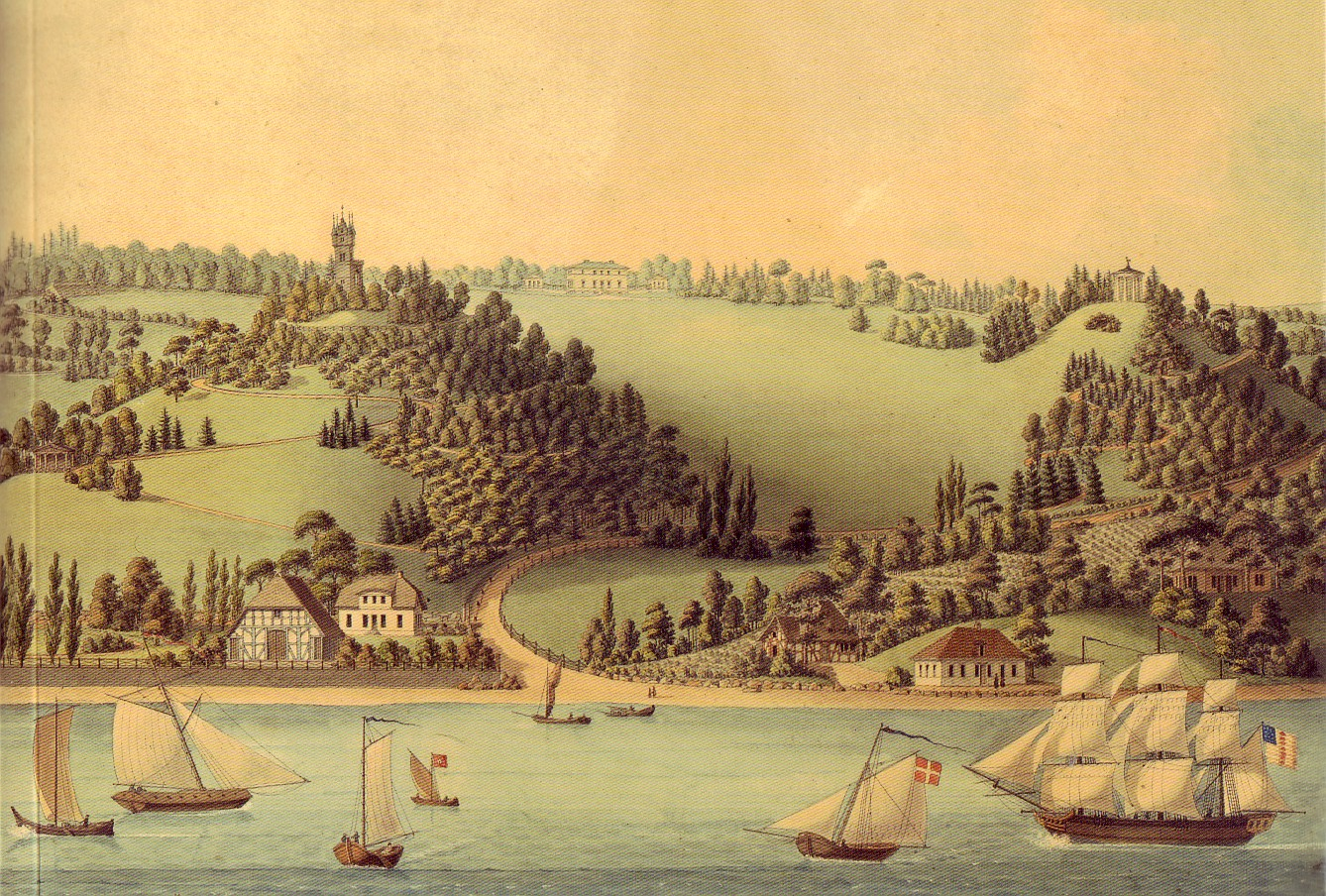
Joseph Ramée, Baurs Park, 1810

Der Altonaer Kaufmann Georg Friedrich Baur, der sich 1804 an der Palmaille von Christian Frederik Hansen Häuser im klassizistischen Stil hatte errichten lassen, erwarb 1802 bis 1817 elf Grundstücke (15 Hektar) am Elbhang in Blankenese, die vier größere Besitzungen mit Landhäusern umfassten. 1802 erwarb Baur von Graf Friedrich Bernhard August von der Osten-Sacken den östlichen Parkteil mit dem 1785 von dem Altonaer Textilkaufmann Anton Friedrich Stuhlmann erbauten Wohnhaus und 1815 den westlichen Teil von dem Bankier Salomon Heine. Das 15 Hektar große Grundstück grenzte im Osten an den Mühlenberger Weg, im Westen an den heutigen Baurs Weg und im Süden an den Strandweg und das Elbufer. Auf dem benachbarten Grundstück jenseits des Mühlenberger Wegs befand sich das Landhaus von Peter Godeffroy. Georg Friedrich Baur ließ vermutlich beeinflusst von dem Kieler Gartentheoretiker Christian Cay Lorenz Hirschfeld das Grundstück von 1805 bis 1810 durch den Architekten und Landschaftsgärtner Joseph Ramée bis zu dessen Abreise aus Hamburg zu einem romantischen Landschaftspark im englischen Stil gestalten: mit Blickachsen und Parkarchitekturen wie Tempeln, Waldhütten, einem chinesischen Pagodenturm, einem Monopteros über einer Grotte und einem Kanonenberg mit Panoramablick, von dem die eigenen einlaufenden Schiffe mit Böllerschüssen begrüßt werden konnten. Im Garten befanden sich Treibhäuser, ein Palmenhaus und eine Orangerie. Von 1829 bis 1836 ließ Baur durch Ole Jörgen Schmidt (1793–1848) und Johann Matthias Hansen ein Herrenhaus im Park errichten, wo er den Landesherrn König Christian VIII. (Dänemark und Norwegen) und die Königin empfing, als das Paar nach seiner Krönung am 28. Juni 1840 seine Provinzen besuchte. Die Gestaltung des Parks ist in Gemälden des romantischen Landschaftsmalers Ludwig Philipp Strack aus Eutin festgehalten.
Nach Baurs Tod 1865 führten seine Angehörigen den Park und die Bauten als Fideikommiss weiter. Mitte des 19. Jahrhunderts war der Park trotz Privatbesitzes zu bestimmten Zeiten bereits beschränkt öffentlich zugänglich. 1921 verkaufte Familie Baur den Park, nachdem einige Parzellen als Villengrundstücke abgetrennt worden waren. Das Herrenhaus wurde 1923 durch den neuen Eigentümer, den Reeder Leonhard Rudolf Müller nach dessen Tochter Katharinenhof genannt. Nachdem Blankenese durch das Groß-Altona-Gesetz von 1927 eingemeindet worden war, erwarb die Stadt Altona den Park und wurde ihrerseits zehn Jahre später durch das Groß-Hamburg-Gesetz eingemeindet. Seit 1939 steht der Park im Eigentum der Freien und Hansestadt Hamburg. Der ab 1940 denkmalgeschützte Katharinenhof war 1941 war Sitz des Luftgaukommandos. Nach dem Zweiten Weltkrieg waren dort zunächst Notquartiere eingerichtet und der Park wurde teilweise zum Gemüseanbau genutzt. Nach Sanierung Mitte der 1950er war der Katharinenhof bis 2005 Sitz des Ortsamts Blankenese und der dazugehörige Stall diente als öffentliche Bücherhalle, mit dem Beinamen Musenstall. 2009, 2017 und 2022 wurden die Gebäude in Folge an private Investoren verkauft.
Auf der Kanonenberg genannten 45 m hohen Erhebung stand von 1983 bis 2020 einer der beiden Blankeneser Leuchttürme.

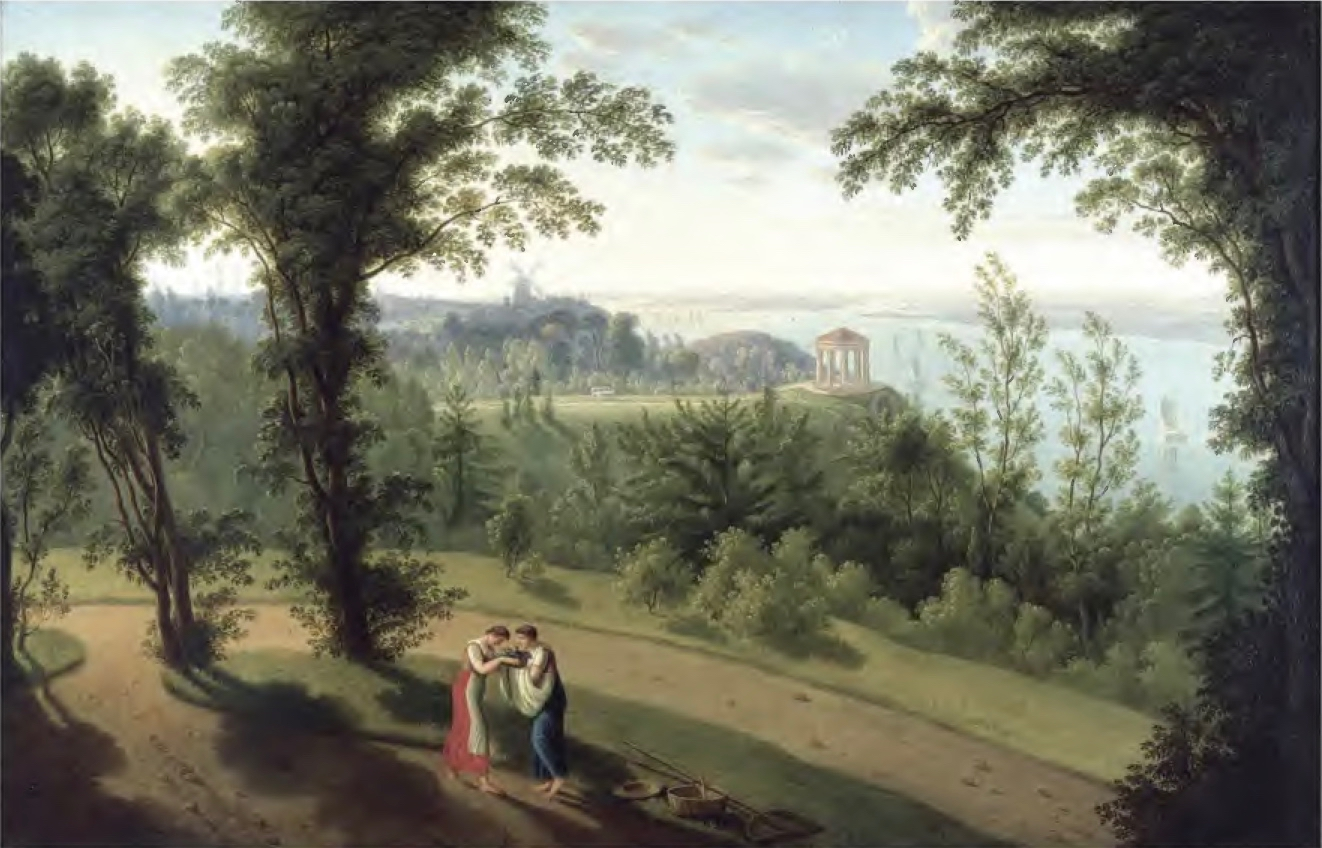
Ludwig Philipp Strack, Ansicht von Baurs Park mit Blick auf die Elbe
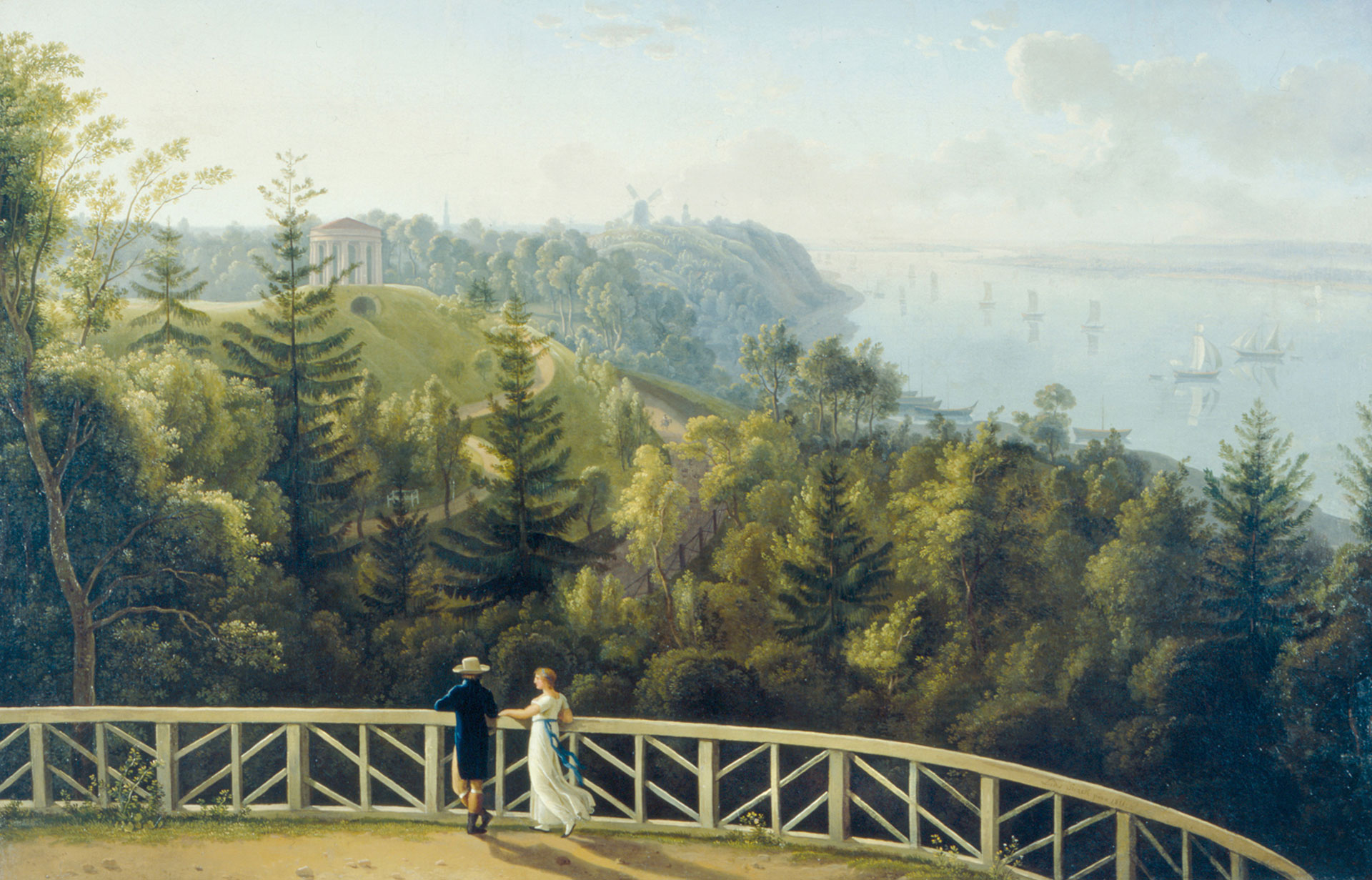
Ludwig Philipp Strack, Blick von Baurs Park nach Hamburg, Öl auf Leinwand, 60 cm × 102 cm, 1811, Altonaer Museum
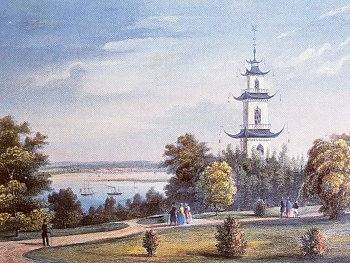
Lithografie des Parks 1845
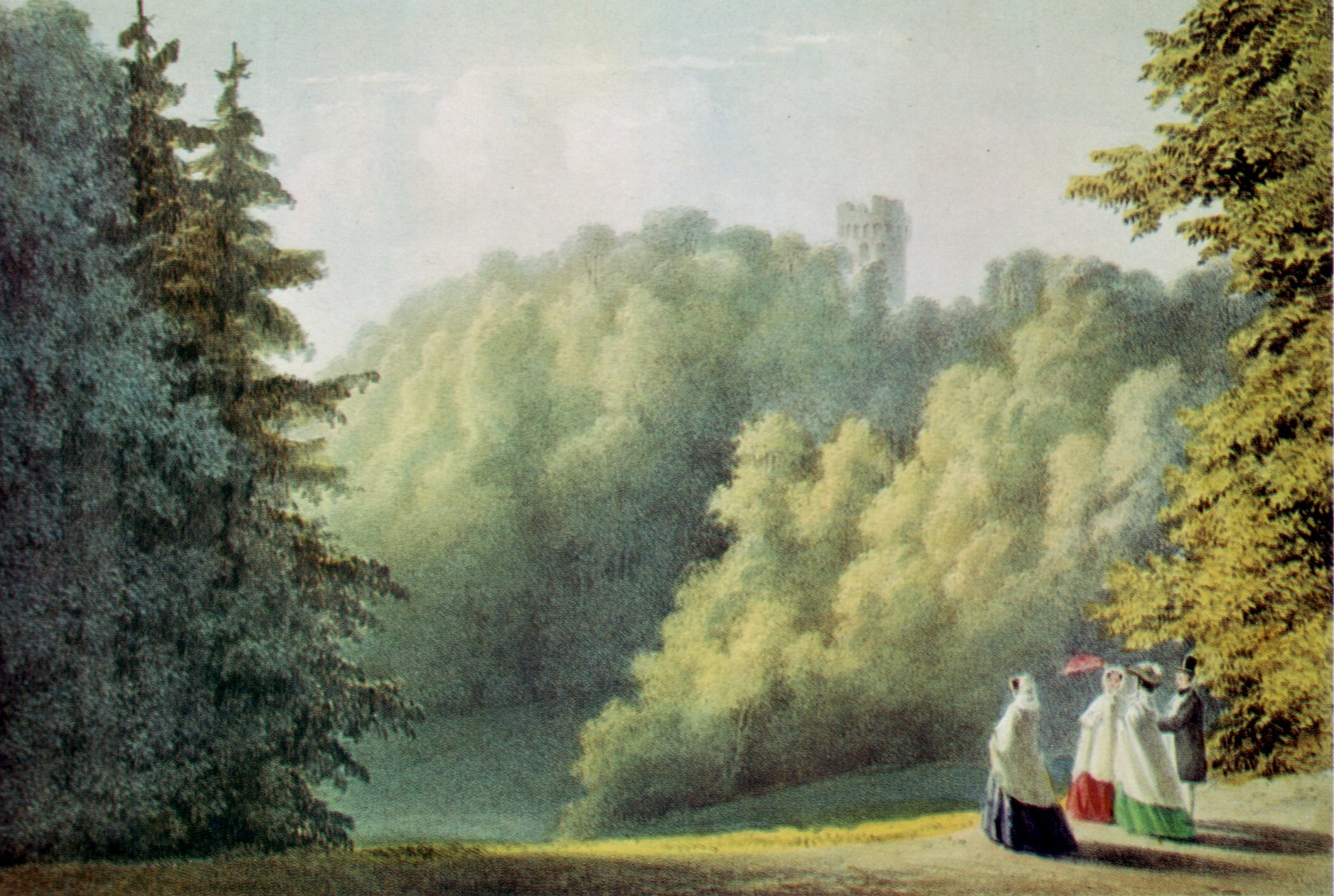
Lithografie von Wilhelm Heuer 1860
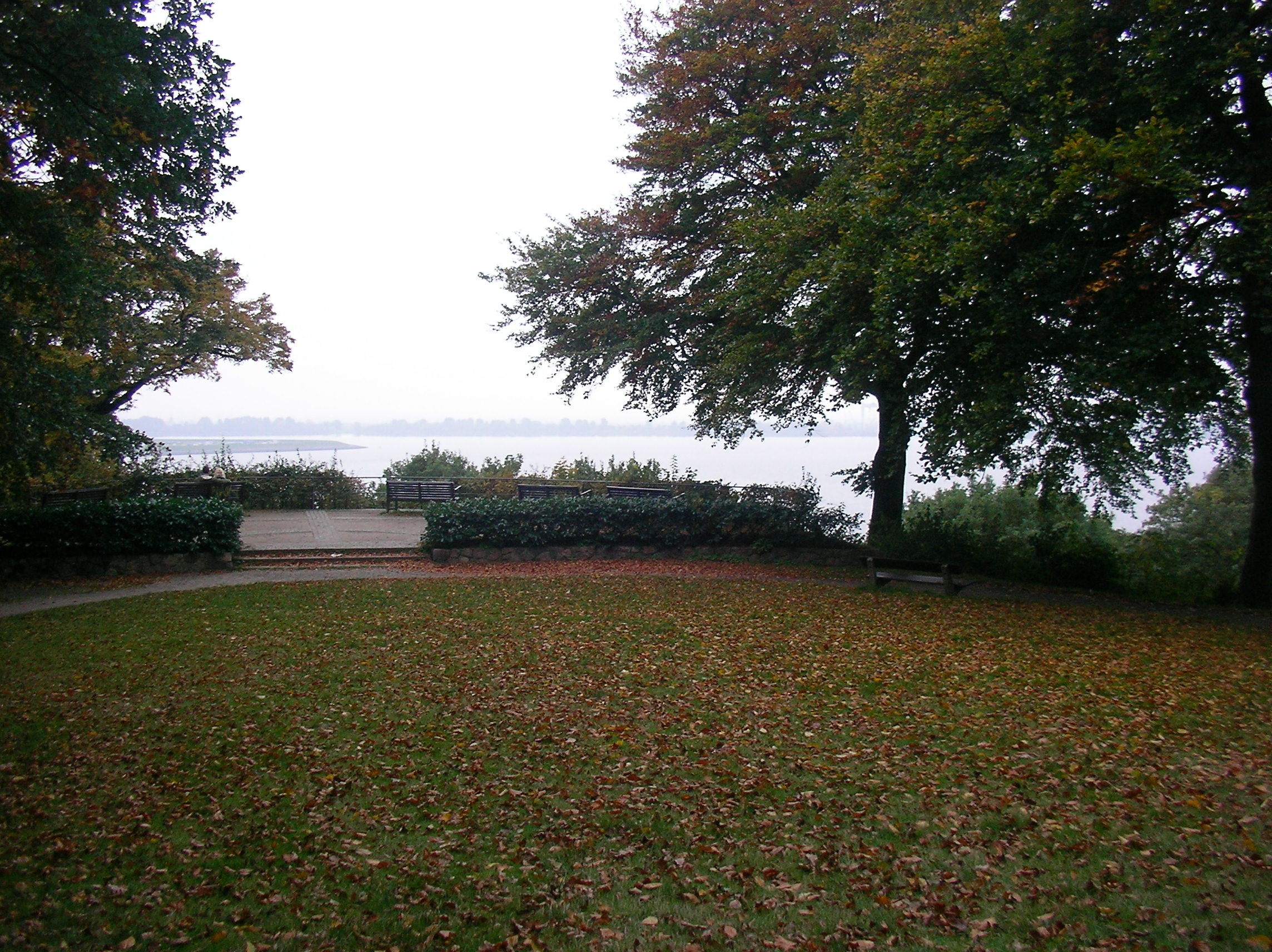
Blick auf die Elbe
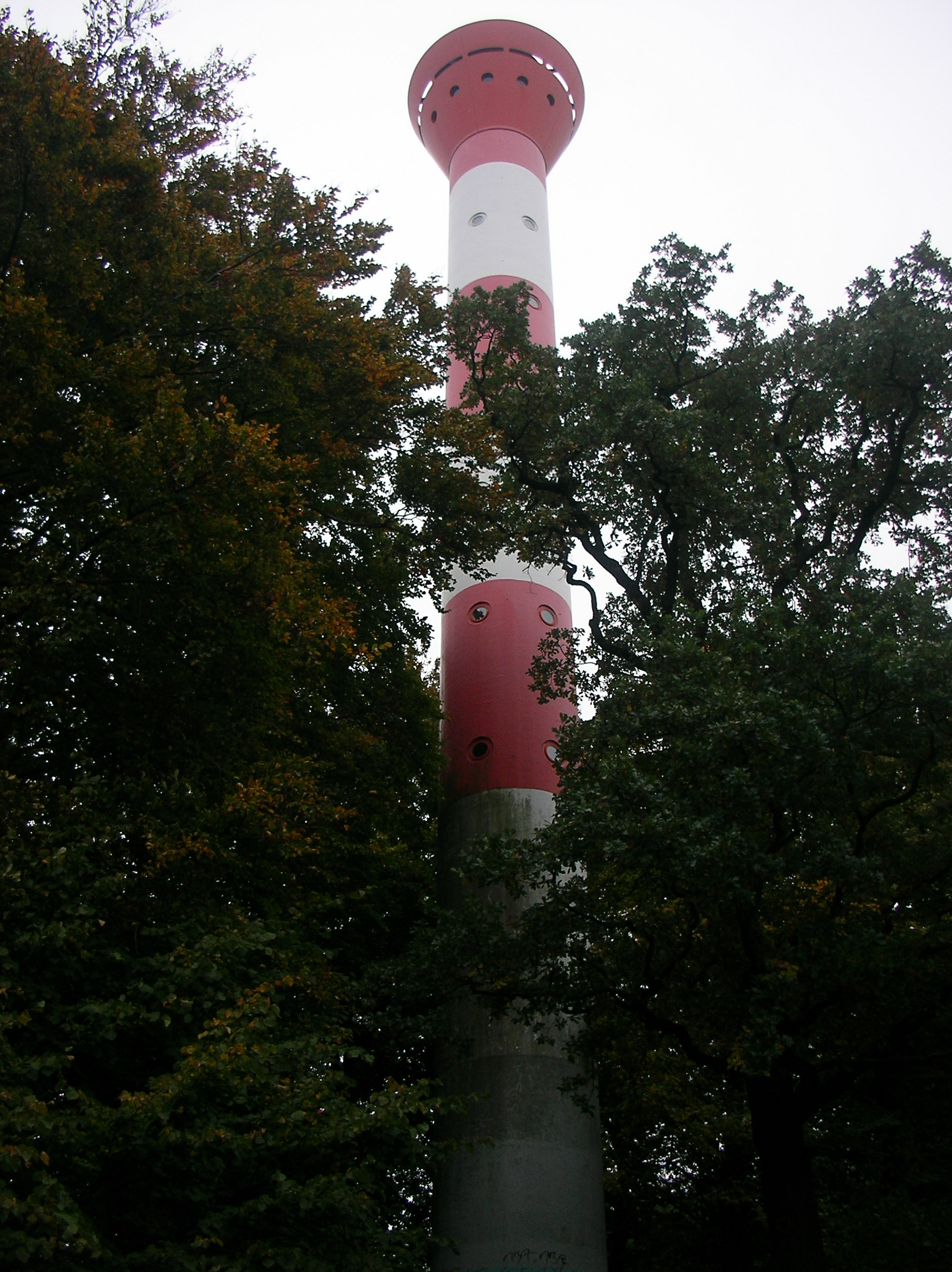
Leuchtturm im Park
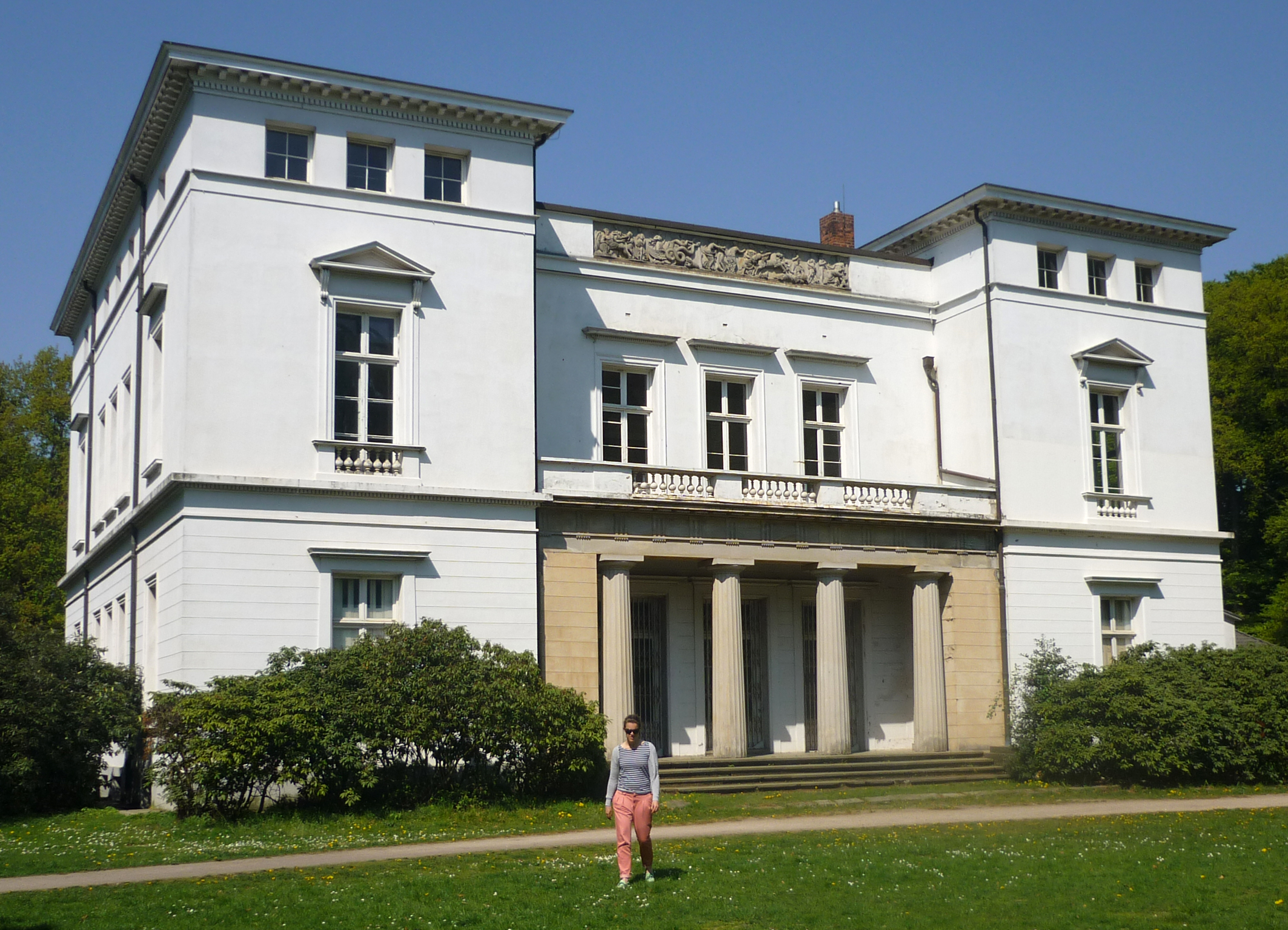
Herrenhaus Katharinenhof